# Narodni park polotok Dilek- delta Büyük-Menderes
Narodni park polotok Dilek- delta Büyük-Menderes (turško: Dilek Yarımadası-Büyük Menderes Deltası Millî Parkı), ustanovljen 19. maja 1966, je narodni park v zahodni Turčiji. V njegovih mejah je celoten polotok Dilek in tudi velika delta reke Büyük Menderes (Meander). Park leži v okrožju Kuşadası v ptovinci  Aydın - delu turške egejske regije. Neposredno zahodno od narodnega parka je majhno obalno mesto Güzelçamlı, od koder vozi več avtobusov in trajektov do središča Kuşadasıja, približno 30 km od parka. 
Park spada med najbolj biotsko raznolike turške narodne parke. Je domorodni in selitveni habitat sto vrst ptic, sesalcev, rastlin in morskega življenja, od katerih so nekatere v celoti endemične za park in jih ni mogoče opaziti nikjer drugje na svetu. Zaščitene so s številnimi konvencijami o divjih živalih in mokriščih, zato to ima območje velik narodni in mednarodni pomen.
Od grškega otoka Samosa (grško: Σάμoς) je ločen z zelo ozkim prelivom, znanim kot preliv Mycale (grško: Στενό της Μυκάλης). Poimenovan je po gori Mycale, najvišji in najbolj vidni gori polotoka in je med najožjimi prelivi v Egejskem morju.

## Zgodovina
Večji del tega območja so zemljišča od polotoka Dilek proti jugu do konca velike delte reke Büyük Menderes, nenaseljena ali zelo redko naseljena, in se jih človeški vpliv ne dotika. Zaradi te osamelosti je bilo območje precej poseljeno s številnimi vrstami rastlin in divjih živali, od katerih večina še danes ostaja znotraj parka. Sčasoma je bilo pod starogrškim in zlasti jonskim vplivom zgrajenih več naselij blizu gore Mycale in delte Büyük Menderes, kot sta Priena in Milet.  V bližini je bil postavljen Panionium kot stičišče Jonske lige. V sodobnem času, in kljub znatnemu povečanju števila prebivalstva in gostote na območjih v bližini pristaniškega mesta Kuşadası, je turško ministrstvo za gozdarstvo in vodno gospodarstvo šele 19. maja 1966 razglasilo polotok Dilek za zaščiten narodni park. Nekaj desetletij pozneje, leta 1994, je delta reke Büyük Menderes, ki meji na polotok na jugu, tudi dobila status narodnega parka.

### Dogodki
V začetku leta 2005 je bil v delti Büyük Menderes najden hudo ranjena sredozemska medvedjica (Monachus monachus). Takoj so jo zdravili, a je zaradi zapletov kmalu zatem umrla. Je kritično ogrožena, saj jih je na svetu le približno 600, od tega več kot 100 na morskih mejah Turčije.
Spori so obkrožili park aprila 2010, potem ko je predsednik združenja čebelarjev Aydın Kadir Kılıç trdil, da bodo čebelarje odposlali v narodni park, ki je bil prepovedan od njegove ustanovitve leta 1966. Razprava se je nadaljevala kratek čas, vendar je bil spor kmalu rešen, saj je predstavnik guvernerja mesta Aydın javno potrdil stališče deželne vlade o tej zadevi. Trditve so zanikali in potrdili, da čebelarjev ne bodo uvedli v park. Čebelarji trenutno niso dovoljeni kot sredstvo za ohranjanje obilne flore parka, od katerih se mnoge za opraševanje zanašajo na čebele.

## Geografija
Narodni park obsega 27.598 ha na celotni kopenski površini, sam polotok ima površino približno 110 km2, dolžina od severa proti jugu je približno 6 km, dolžina vzhod proti zahodu pa od 20 km. Leži približno 8 km od Davutlarja, približno 26 km od sedeža okrožja Kuşadası (ocene se gibljejo od 23 do 30 kilometrov) in je neposredno v bližini mesta Güzelçamlı. Druga bližnja mesta v provinci Aydın imajo do parka dostopne poti, vključno z Aydınom, Söke in v manjši meri tudi Didim (antična Didima).
Preliv Mycale loči polotok od bližnjega otoka Samos. Preliv je širok le približno 1,6 km na svoji najožji točki, zaradi česar je med najožjimi v Egejskem morju.

### Priljubljene zanimivosti
Gorski teren polotoka in številne jame, kanjoni in doline do zanimive za obiskovalce in raziskovalce. Ob obali je več zalivov, ki so jih poimenovali, da bi jih lažje prepoznali. Ob vstopu v park z vzhoda je prva in najbolj vzhodna plaža, znana kot İçmeler Koyu. Vode tega zaliva so plitvejše kot druge v parku, njegove plaže pa so peščene. Zato se zdi, da je med turisti bolj priljubljena. Zaliv Aydınlık je približno 5 km naprej proti zahodu in ima prodnato obalo in globlje vode. Označuje prehodno točko, kjer vode polotoka postajajo bolj zahtevne. Zato te plaže bolj kot turiste privabljajo bolj izkušene plavalce in domačine. Po prehodu skozi kontrolno točko jandarma (javna varnostna patrulja) zavijemo na cesto do bližnjega kanjona. Od tega trenutka naprej je skozi gozdove polotoka več poti. Ena od njih vodi do vasi Doğanbey in če sledimo naprej, vodi do bližnjega starodavnega helenističnega pristaniškega mesta Karine. Vendar je zadnjih 9 km te poti dostop omejen, za nadaljevanje pa je potrebno dovoljenje ali spremljajoči turistični vodnik. Tretji zaliv vzdolž polotoka, zaliv Kavaklı Burun in zadnji, najbolj zahodni zaliv, dostopen javnosti, obala zaliva Karasu, ponujata poglede na otok Samos in sta bistveno manj obiskana kot ostali deli polotoka. Na samem koncu polotoka se pojavi njegova najvišja gora Mycale (turško: Dilek Dağı), ki se dviga nad Samosom in prelivom.

#### Zevsova jama
Main article: Cave of Zeus, Aydın
Takoj po vstopu v narodni park se od glavne poti odcepi pot skozi notranji del polotoka, ki vodi do lokalne votline, znane kot Zevsova jama (turško: Zeus Mağarası). Vhod je gostozaraščen. Obstaja tudi drevo želja, na katerega ljudje običajno vežejo predmete in stvari, v upanju, da bodo njihove želje uresničene. Zevsova jama je napolnjena s čisto podzemeljsko izvirsko vodo. Ime jame se sklicuje na številne legende, ki se nanašajo na jamo in njen nastanek, vključno s tisto, da se je v jami kopal Zevs.

#### Delta reke Büyük Menderes
Široko ustje reke Büyük Menderes (Veliki Meander) se izliva v Egejsko morje s površino 16.613 ha in je večje od celotnega polotoka Dilek neposredno proti severu, le 10.985 ha. Delta ima eno najbolj raznolikih mokrišč v Turčiji in je zaščitena z več sporazumi, kot je Ramsarska konvencija. Njegova biotska raznovrstnost deloma izvira iz rodovitnih tal in sladkih voda delte, na območje privablja številne vrste, vključno z več pticami selivkami. Bližnje gore polotoka povzročajo izrazito temperaturno razliko med severnim in južnim delom polotoka, kar povzroča odstopanje v vrstah, ki jih najdemo v delti. Območje ima pot za obiskovalce in možnosti za vožnjo s kanujem in piknik. 

### Podnebje
Narodni park ima sredozemsko podnebje (Köppnova podnebna klasifikacija Csa) in je kot tako suho in blago skozi celo leto, razen med zimami, ko se pojavlja večina letnih padavin. Povprečna temperatura skozi celo leto znaša približno 18 ° C, od povprečnih najnižjih 8 ° C pozimi do visokih okoli 27 ° C (poleti). Vendar pa so na gorskih vrhovih, ko višina narašča, temperature običajno precej nižje, povprečna letna temperatura pa ni višja od 13 ° C. Obstajajo dodatne razlike padavin glede na nadmorsko višino in tudi med severno in južno stranjo polotoka. Takšne količine padavin se gibljejo med 900–1500 mm letno. Zato različne vrste listja in rastlin živijo na višjih nadmorskih višinah kot tiste na tleh, enako pa je tudi pri primerjavi južne strani polotoka in območij rečne delte s tistimi na severu.

## Geologija
Teren polotoka je povezan z geologijo egejske regije na splošno. Polotok je bil oblikovan v več geoloških obdobjih s tektonskim združevanjem paleozojskih formacij skrilavca, mezozojskih apnenčastih in marmornatih sedimentov in nazadnje s povečanjem gline in drugih usedlin v obdobju neogena. Delno je to posledica turškega nestabilnega preloma terena in zaradi neposredne bližine meje Anatolsko-egejske plošče, ki ustvarja gomile gora po celotni zahodni Turčiji. Sem spadata polotok in gore, ki obdajajo reko Büyük Menderes, skupno imenovano Menderes masiv.
Polotok je zelo gorat, večina gora pa se dviga blizu 1200 m nad srednjo gladino morja. Njegova najvišja gora Mycale je visoka približno 1237 m.

## Biotska raznovrstnost
Narodni park je po svoji divjini in rastlinstvu precej raznolik, saj gosti približno 804 vrst rastlin, 256 vrst ptic in precej raznovrstnih vrst sesalcev, plazilcev in morskega življenja. Celovitost narodnega parka je trenutno zaščitena v okviru Ramsarske konvencije, Bernske konvencije o ohranjanju evropskih prostoživečih živali in naravnih habitatov, konvencije o biološki raznovrstnosti iz Ria in Barcelonske konvencije.

### Rastlinstvo
Zaradi temperaturnih in podnebnih razlik med različnimi območji in višinami parka ni značilna samo tipična egejska flora, ampak tudi številni primerki, ki jih običajno najdemo le v ločenih obalnih območjih Turčije, kot so Sredozemsko morje, Marmara in Črnomorska regija.
Od 804 vrst rastlinskih rastlin, razporejenih po celotnem parku, jih je šest endemičnih, popolnoma izključujoče za območje parka in jih ni mogoče opaziti nikjer drugje na Zemlji, ostalih 30 pa je staroselcev. Najpogostejše in široko razširjene rastlinske vrste v narodnem parku so grmi sredozemske makije, kot je brin Juniperus phoenicea. Druge pogoste rastlinske vrste znotraj območja so hruška Pyrus elaeagnifolia, turški bor Pinus brutia in šmak (Rhus coriaria).

### Živalstvo
Skupno je bilo v parku dokumentiranih 28 vrst sesalcev, 42 vrst plazilcev in 45 vrst rib. Več divjih svinj (Sus scrofa) je domačih v parku. Pogosto jih najdemo v bližini plaž, na katerih se hranijo z ostanki in smetmi, ki jih spustijo obiskovalci. Dlje v gozdovih polotoka lahko opazimo druge sesalce, kot so zlati šakal (Canis aureus), evrazijski ris (Lynx lynx) in celo več črtastih hijen (Hyaena hyaena) in karakal (Caracal caracal), med drugimi običajno ni domač na takšnih območjih.
Ob južnih obalah polotoka in znotraj delte obstaja vrsta ptičjega in morskega življenja. Mnoge od teh vrst so ogrožene, kar je bil eden glavnih dejavnikov, ki so bili upoštevani pri uvrstitvi delte pod zaščito. Nekatere pogostejše vrste ptic, ki jih tu opazujemo, so pritlikavi kormoran (Microcarbo pygmeus), mala bela čaplja (Egretta garzetta), južna postovka (Falco naumanni),beločeli deževnik (Charadrius alexandrinus), belorepec (Haliaeetus albicilla) in kodrasti pelikan (Pelecanus crispus), za katere je park ključno gnezdišče. Morsko življenje sestavljajo vrste, značilne za Egejsko morje in nekatere vrste, ki jih običajno najdemo drugje. 
Biotska raznovrstnost lokalne oceanske favne ni dobro razumljena. Morske želve in sesalci, vključno sredozemska medvedjica, brazdasti kit (v turških vodah je bilo zabeleženo samo 1 opazovanje in 5 naplavljenj) in delfini živijo na območju parka, čeprav je pravilnost pojavljanja nejasna.

## Aktivnosti
Fotografije narave so običajna dejavnost v parku zaradi velike raznovrstnosti rastlinstva in živalstva, pa tudi pokrajinske fotografije zaradi gorskega terena in razgledov. Obstaja več gozdnih poti in visokogorskih tur, ki jih uporabljajo pohodniki oziroma planinci. Za obiskovalce so na voljo številne druge dejavnosti, nekatere so tudi prepovedane. Čeprav je na primer rekreacijski ribolov dovoljen, so hude posledice za vsakogar, ki lovi znotraj pristojnosti parka.
Park je najbolj obiskan v spomladanskih in poletnih mesecih, ko je odprt med 8:00 in 19:00 po lokalnem času. Jeseni in pozimi se zapre ob 17:00. Vstopnina mora biti plačana na vhodu. Kampiranje, prižiganje ognja ali postavitev zavetišč čez noč je v mejah narodnega parka strogo prepovedano zaradi zaščite okoliškega ekosistema. Do parka je mogoče priti iz središča mesta Kuşadası z več taksiji, ki redno vozijo do najbližjega mesta Güzelçamlı. V zadnjem času se med Kušadasijem in Güzelçamlıjem izvajajo tudi prevozi s trajekti, ki obiskovalcem olajšajo dostop do parka. Vsako leto park obišče približno 700.000 tujih in domačih turistov.
- Pogled na polotok Dilek iz skupnosti v bližini Kuşadasıja
- Pogled na okoliško pokrajino s Samosom v ozadju
- Topografski model polotoka Dilek in območja reke delte